# Charles Bargue
Charles Bargue, né à Paris, le 31 mars 1825, où il est mort le 6 avril 1883, est un peintre et lithographe français.

## Biographie

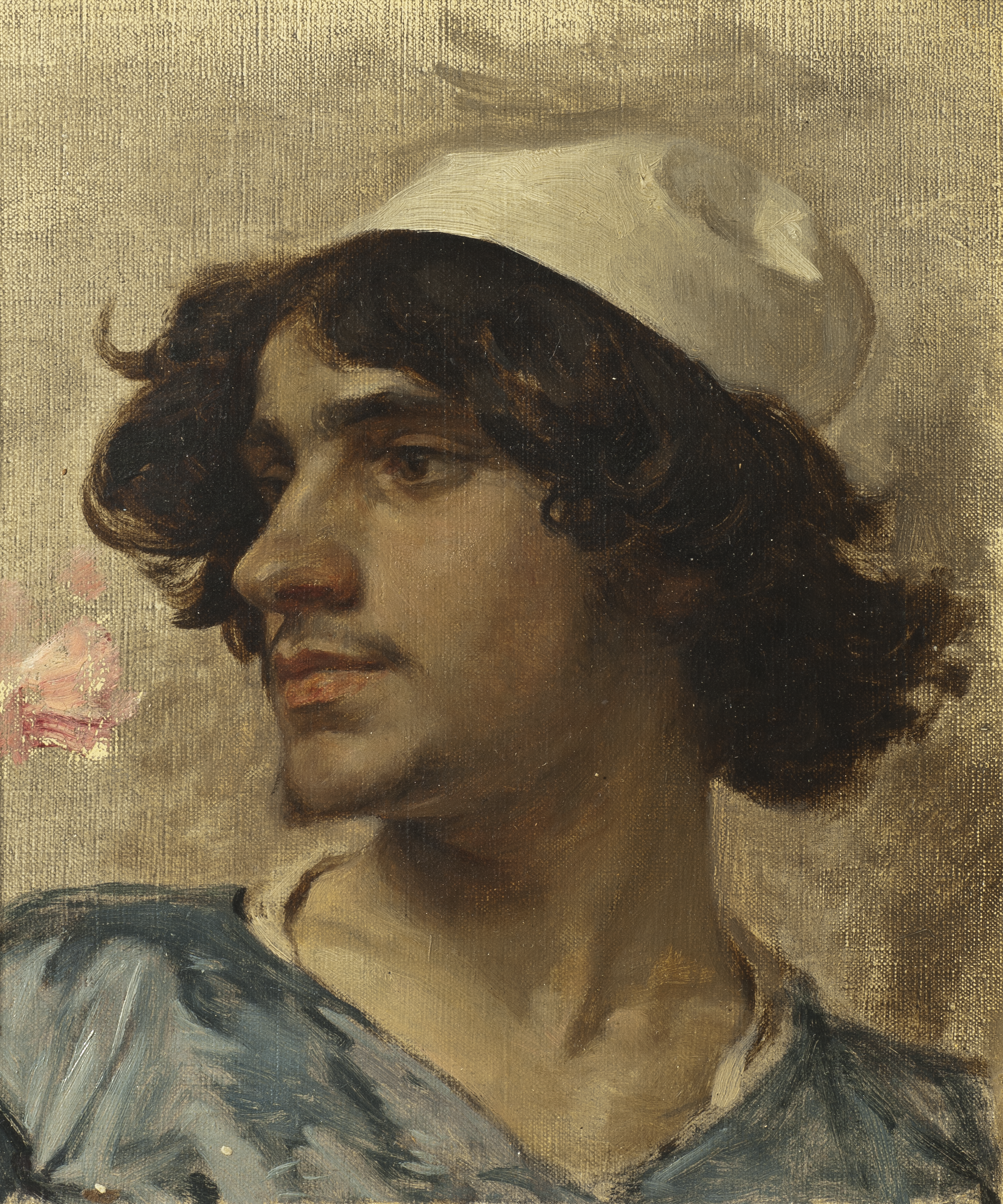
Tête de jeune homme, étude (vers 1876), huile sur toile, Stockholm, Nationalmuseum.

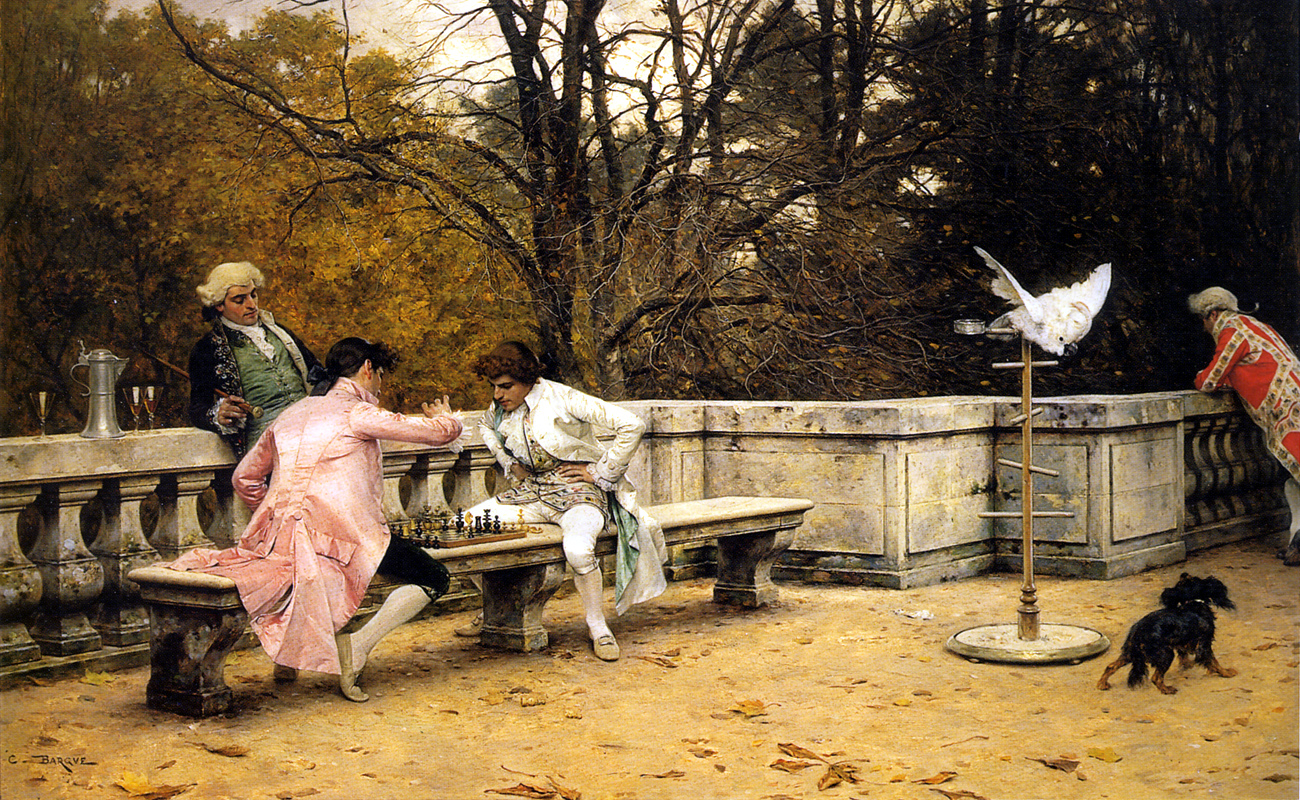
Le Jeu d'échecs sur la terrasse, huile sur toile, ancienne collection Vanderbilt.

Fils de Marie et Jacques Bargue, né dans l'ancien 1er arrondissement de Paris , Charles Bargue devient l'élève de Jean-Léon Gérôme, avec lequel il a travaillé en étroite collaboration. Influencé par son maître, il développe une peinture de genre méticuleuse. On distingue deux périodes : les scènes orientalistes marquées par ses voyages en Afrique du Nord et dans les Balkans, et les scènes d'histoire qui revisitent le XVIIIe siècle français.
Il expose pour la première fois au Salon de Paris en 1848, le portrait peint d'une jeune femme, puis de 1867 à 1869, une série de lithographies d'après des maîtres anciens ; son adresse parisienne est mentionnée au 19 rue Laval.
Bargue est avant tout un lithographe, expert reconnu en dessin sur la pierre. Parmi ses premiers travaux, on compte, vers 1852, les lithographies pour un album d'après des dessins de Henri de Montaut, tiré sur les pierres de Becquet frères, et publié par F. Sinnett à Paris, portant sur des paysages pyrénéens.
Vers 1864, il produit avec Jean-Léon Gérôme un cours de dessin, publié à partir de 1866 par Goupil & Cie, société dont Gérôme était actionnaire, étant marié à la fille du fondateur, Adolphe Goupil. Les cours, qui étaient composés de 197 lithographies imprimées sur des feuilles individuelles, servaient à guider les étudiants en art dans l'étude et la découverte des grands maîtres de la peinture pour se préparer à la peinture et au dessin. Parmi les artistes qui ont fait appel aux cours de Bargue, Vincent van Gogh, qui a copié l'intégralité des cours entre 1880 et 1881, et à nouveau en 1890.
Charles Bargue meurt le 6 avril 1883, rue Cabanis.

### Réédition lithographique duCours de dessinde Charles Bargue
Ce cours devenu introuvable a été réédité en 2022 par un atelier lithographique, tel qu’il était proposé en 1875. Un ensemble de lithographies remarquables constitue ce cours unique adopté petit à petit par les académies et les ateliers classiques du monde entier.

## Conservation
- Le Valet de pied endormi, 1871, huile sur toile, New York, Metropolitan Museum of Art, ancienne collection Stephen Whitney Phoenix.
- Un bachi-bouzouk, 1875, huile sur toile, New York, Metropolitan Museum of Art, ancienne collection Catharine Lorillard Wolfe.
- La Sentinelle turque, 1877, huile sur toile, musée des beaux-arts de Boston.
- The Artist's Model [esquisse], vers 1878, huile sur toile, Cardiff, National Museum Wales[11].
- Lady at a table, huile sur toile, Glasgow, The Burell Collection[12].